# Miami Blues
Miami Blues é um filme produzido nos Estados Unidos em 1990, coescrito por Charles Willeford e George Armitage dirigido por George Armitage.
"O Anjo Assassino" foi aclamado pela crítica e pelo público como um suspense policial com toques de humor negro como nenhum outro filme já produzido.

## Sinopse
Junior Frenger (Alec Baldwin) está com problemas e o detetive de policia HokeMoseley (Fred Ward) sabe disso. Junior, um ex-presidiário atraente e de fala macia, tem um comportamento que beira o psicótico neste suspense que tem o seu lado cômico. Moseley é o detetive que segue a trilha de Junior depois que ele matou um Hare Kristina, roubou um batedor de carteiras e logo depois roubou a maleta, a arma e até a dentadura de Moseley. Desde então Junior vem andando pelas ruas de Miami passando-se como um policial, assaltando algumas pessoas e prendendo outras. E apesar de ter prometido a sua namorada (uma ex-prostituta protagonizada por Jennifer Jason Leigh) que se afastaria da vida de crimes, ele continua se fazendo passar por policial e assaltante.

## Elenco
- Alec Baldwin ... Frederick J. Frenger Jr.
- Cecilia Pérez-Cervera ... Stewardess
- Georgie Cranford ... Little Boy at Miami Airprt
- Edward Saxon ... Krishna Ravindra at Miami Airport
- José Pérez ... Pablo
- Obba Babatundé ... Blink Willie, Informant
- Fred Ward ... Sgt. Hoke Moseley
- Jennifer Jason Leigh ... Susie Waggoner
- Charles Napier ... Sgt. Bill Henderson